# 옥살석신산
옥살석신산(영어: oxalosuccinic acid)은 시트르산 회로(TCA회로)에서 아이소시트르산 탈수소효소가 촉매하는 반응의 중간생성물이다. 옥살석신산의 염과 에스터(에스테르)는 옥살석시네이트(oxalosuccinate)로 알려져 있다.
옥살석신산은 시트르산 회로의 불안정한 6탄소 중간생성물이다. 아이소시트르산이 아이소시트르산 탈수소효소에 의해 산화적 탈카복실화되어 α-케토글루타르산이 형성되는 과정 도중에 생성되는 α-케토 화합물이 옥살석신산이다. 옥살석신산은 아이소시트르산 탈수소효소의 활성 부위를 떠나지 않는다. 옥살석신산은 불안정해서 즉시 탈카복실화되어 5탄소 화합물인 α-케토글루타르산을 생성한다. 

## 아이소시트르산 탈수소효소
따라서 TCA회로에서 아이소시트르산 탈수소효소를 기준으로 옥살석신산은 α-케토글루타르산으로 전환되는 2단계의 동일 과정으로 보는 경우도 있다. 